# Bannoïe
Bannoïe (en russe: Банное) est un lac ainsi qu'une station de sports d'hiver, situés dans le sud de l'Oural en Russie, dans le raïon d'Abzelilovo (Абзелилово), en Bachkirie. Il est à 28 km de distance au nord-est du village d'Askarovo (Аскарово), le centre du raïon, et à 45 km au nord de Magnitogorsk.
Selon une légende, le nom du lac est lié au fait que Pougatchev ordonna à ses troupes de se laver (banitsya, баниться) dans l'eau alcaline du Yaktykoul.

## Géographie
Le lac est situé à 434 m d'altitude, entre les montagnes Koutoukaï (Кутукай, 664 m), Karan'yalyk (Каранъялык, 620 m) et le contrefort de la crête de Yamankaï (Яманкай).
Le lac porte également le nom de Yaktykoul'  (Яктыкуль), Yaktykoul (Яктыкул), Maouyzzy (Мауыззы). En bachkir, Yakty koul signifie lac lumineux ou lac serein.
Le lac est d'une surface de 7,7 km², d'une longueur de 4 170 m, et d'une largeur moyenne de 1 880 m. Sa profondeur moyenne est de 10,6, au maximum de 85 m. Le volume d'eau total est de 81,7 millions de m3.
Le lac est le résultat de la tectonique. Bannoïe est le bassin d'eau le plus profond non seulement dans la région du Trans-Oural, mais de toute la Bachkirie. Son eau est douce et limpide. Les berges sont abruptes, par endroits escarpées, à l'ouest elles sont plus douces. La rivière Yanguel'ka (Янгелька) y prend sa source, l'un des affluents du fleuve Oural.

## Tourisme
Le lac et ses alentours sont une destination appréciée pour se détendre. Des sanatoriums et bases de loisirs ont été développés aux abords du lac, ainsi qu'une station de sports d'hiver sur les pentes de la montagne Bachmak (Башмак, 942,8 m).

### Domaine skiable
Par rapport à la station voisine d'Abzakovo, située à 25 km et avec laquelle une coopération existe, Bannoïe est une station moderne qui a été développée par le Combinat Métallurgique de Magnitogorsk dans les années 2000. La remontée mécanique principale est une télécabine 8-places de marque Doppelmayr, qui relie la station au sommet de la montagne à l'aide de 64 cabines. Lors de sa construction, il s'agissait de la première remontée de ce genre en Russie. Sa gare d'arrivée jouxte la terrasse d'un restaurant panoramique au design avangardiste. Deux petits téléskis complètent l'offre, au niveau de la station. Le système de contrôle de forfaits est mains libres. En 2012, la station compte quatre longues pistes partant du sommet et orientées vers l'est, et une courte piste verte. Le plan des pistes affiche les projets de développement de trois pistes supplémentaires, aux extrémités du domaine ainsi que directement sous la ligne de la télécabine. À cet horizon, le domaine skiable atteindra près de 17,3 km.
Les installations de ski sont situées à l'écart de la station et de la majorité des hébergements. Le parking principal est payant, ce qui explique que des dizaines de voitures soient garées en contrefile directement sur la longue ligne droite d'accès au parking, zone par ailleurs interdite au stationnement.